# 宾阳街道
宾阳街道是中华人民共和国贵州省貴陽市观山湖区下辖的一个街道办事处。2021年10月18日，将世纪城街道龙泽社区世纪金源清怡路片区调整到观山湖区宾阳街道。

## 行政区划
宾阳街道下辖以下村级行政区划单位：
六砂社区、小箐村、二甫村。